# 표준 화석

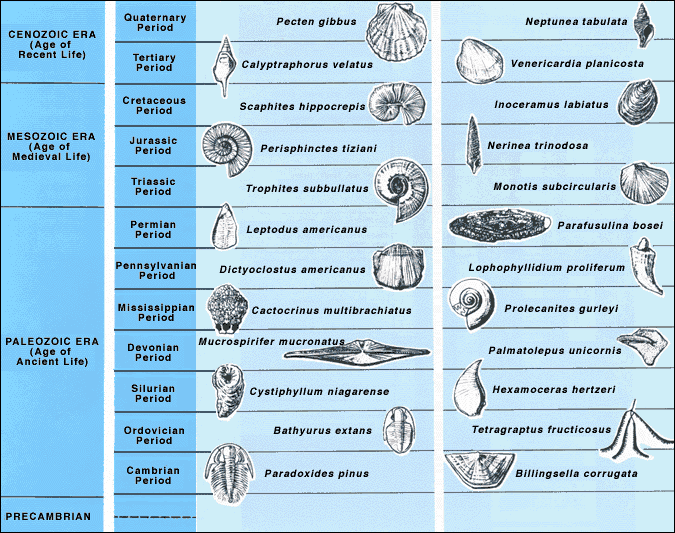
표준화석의 예

표준 화석(index fossils)은 지질 시대(또는 동물 단계)를 정의하고 식별하는 데 사용되는 화석이다. 표준 화석은 짧은 수직 범위, 넓은 지리적 분포 및 빠른 진화 경향을 가져야 한다. 또 다른 용어인 지대 화석은 화석이 넓은 지리적 분포를 제외하고 위에서 언급한 모든 특성을 가지고 있을 때 사용되며, 이들은 지대에 제한되어 지층의 상관 관계에 사용할 수 없다.

## 같이 보기
- 생물층서학

1. ↑  Index Fossils, from the US Geological Survey. Updated July 31, 1997.